# 博尼耶尔
博尼耶尔（法語：Bonnières，法語發音：[bɔnjɛʁ]）是法国上法蘭西大區加来海峡省的一个市镇，属于阿拉斯区。2019年，市镇康特勒并入博尼耶尔。

## 地理
博尼耶尔（50°14'39"N, 2°15'37"E）面积27.16 平方千米，位于法国上法蘭西大區加来海峡省，该省份为法国北部沿海省份，西北濒北海，南至索姆省，东临北部省。
与博尼耶尔接壤的市镇（或旧市镇、城区）包括：康什河畔利尼、巴利、康什河畔勒布勒沃、维莱洛皮塔勒、布克迈松、欧蒂河畔弗罗昂、勒迈尼勒、康什河畔布雷、阿图瓦地区福尔泰勒、弗雷旺、讷维莱特。
博尼耶尔的时区为UTC+01:00、UTC+02:00（夏令时）。

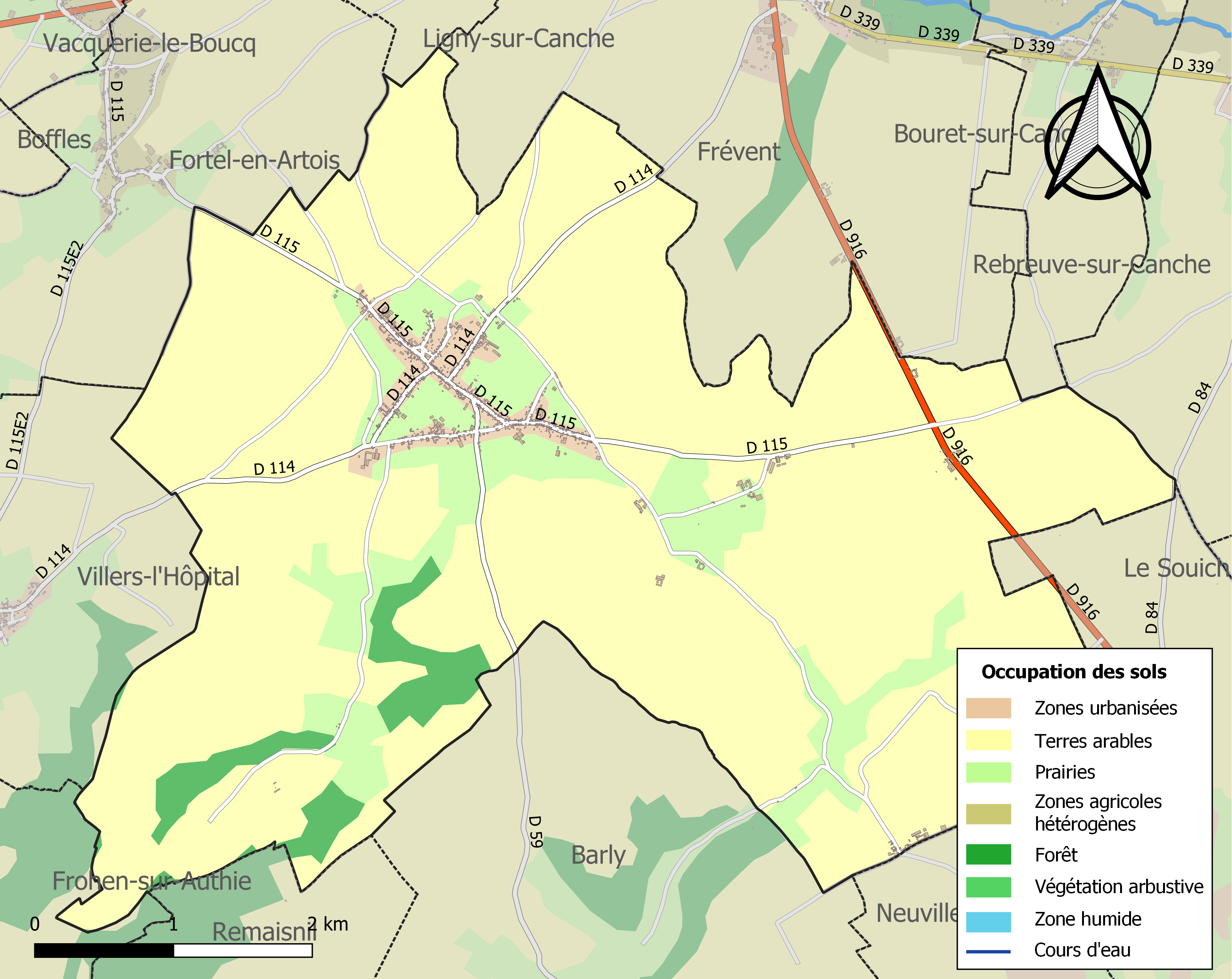
博尼耶尔的OSM定位图

## 行政
博尼耶尔的邮政编码为62270，INSEE市镇编码为62154。

## 政治
博尼耶尔所属的省级选区为泰努瓦斯河畔圣波勒县。

## 人口

1962-2008年间博尼耶尔人口变化图示

博尼耶尔于2022年1月1日时的人口数量为667人。